# Provinciehuis w ’s-Hertogenbosch

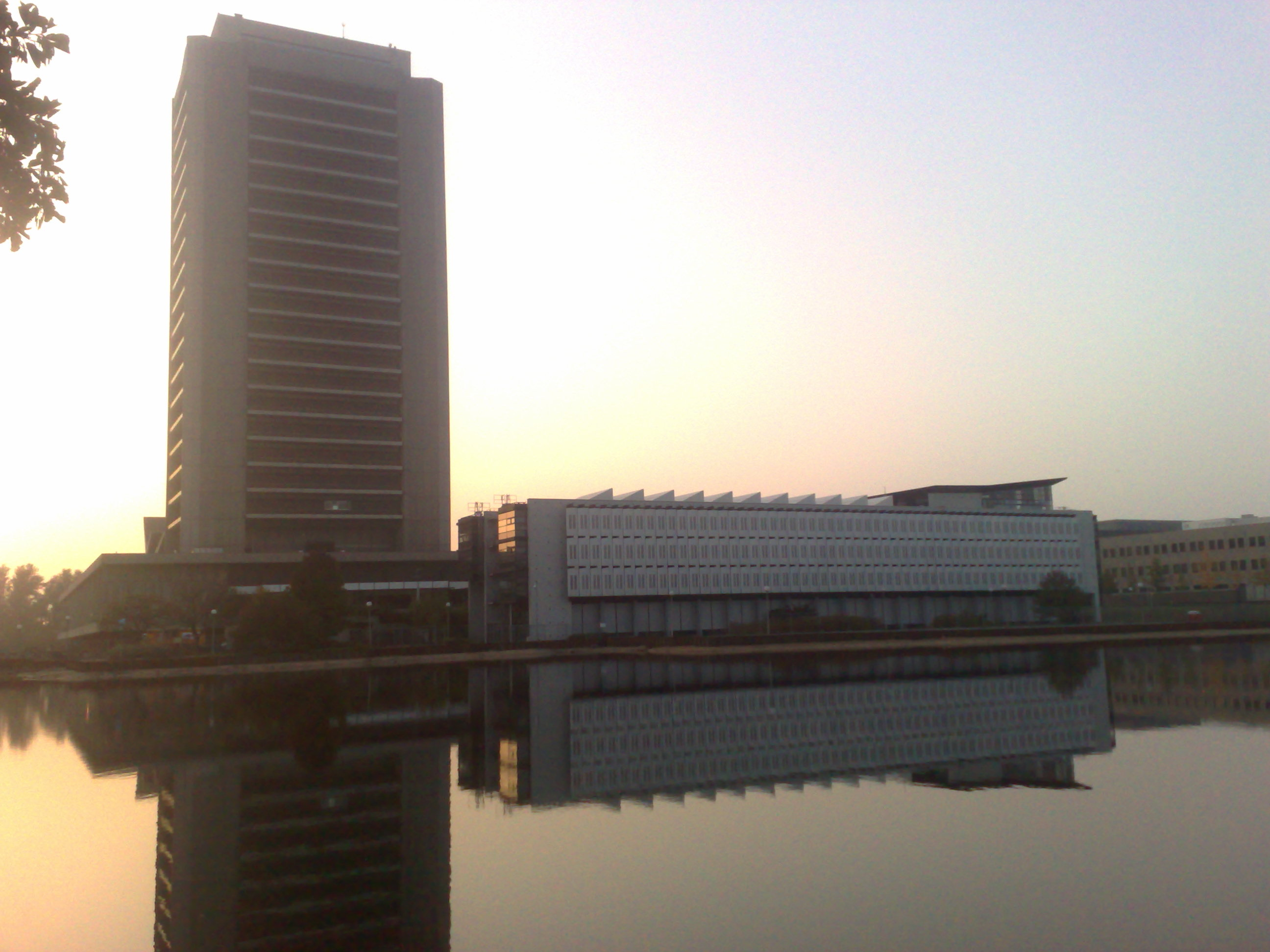
Widok ogólny

Provinciehuis (siedziba władz prowincji) w ’s-Hertogenbosch – modernistyczny gmach stanowiący siedzibę władz prowincji Brabancja Północna, zlokalizowany w ośrodku administracyjnym tej prowincji – ’s-Hertogenbosch, przy Brabantlaan 1.
Obiekt, w formie wysokościowca (100 m wysokości) i prostopadłej części niższej, został zaprojektowany przez Hugh Maaskanta i zrealizowany w latach 1968–1971. Otwarcie nastąpiło 12 listopada 1971 w obecności królowej Juliany. Sama budowa poprzedzona była wieloma perturbacjami, gdyż pierwszy konkurs ogłoszono już w 1952. Wewnątrz gmachu znajduje się duża kolekcja sztuki współczesnej, m.in. gobeliny Magdaleny Abakanowicz i Zofii Butrymowicz.